# Pythia scarabaeus
Pythia scarabaeus är en snäckart som först beskrevs av Carl von Linné 1758.  Pythia scarabaeus ingår i släktet Pythia och familjen dvärgsnäckor. Inga underarter finns listade i Catalogue of Life.

## Bildgalleri

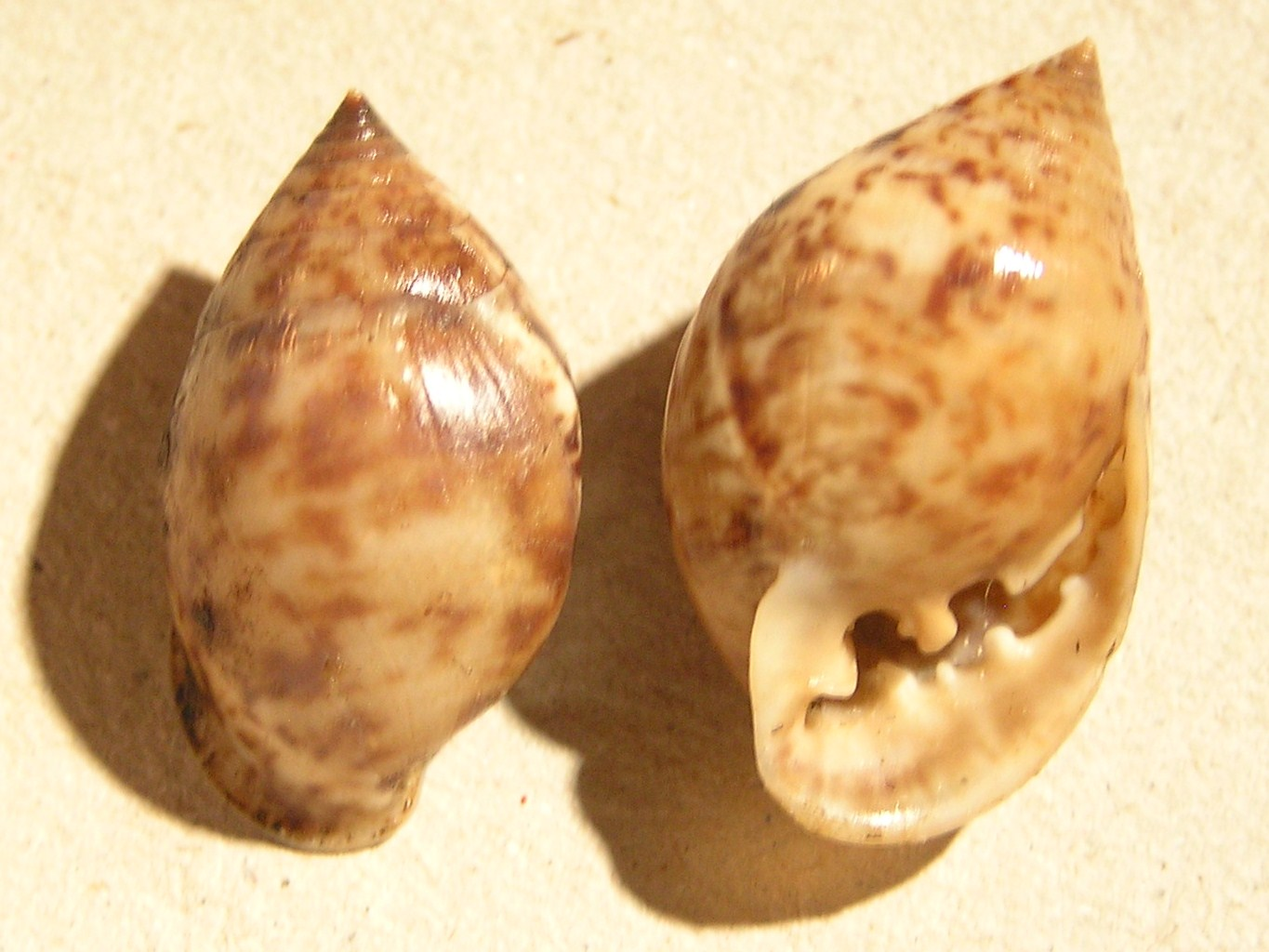